# Walewice (gromada)
Walewice – dawna gromada, czyli najmniejsza jednostka podziału terytorialnego Polskiej Rzeczypospolitej Ludowej w latach 1954–1972.
Gromady, z gromadzkimi radami narodowymi (GRN) jako organami władzy najniższego stopnia na wsi, funkcjonowały od reformy reorganizującej administrację wiejską przeprowadzonej jesienią 1954 do momentu ich zniesienia z dniem 1 stycznia 1973, tym samym wypierając organizację gminną w latach 1954–1972.
Gromadę Walewice siedzibą GRN w Walewicach utworzono – jako jedną z 8759 gromad na obszarze Polski – w powiecie łaskim w woj. łódzkim, na mocy uchwały nr 31/54 WRN w Łodzi z dnia 4 października 1954. W skład jednostki weszły obszary dotychczasowych gromad Faustynów, Pszczółki, Wypychów i Wola Pszczółecka, ponadto wieś Stara Poczta i parcelacja Krześlów z dotychczasowej gromady Łęki oraz kolonia Przecznia i parcelacja Przecznia z dotychczasowej gromady Zalesie ze zniesionej gminy Wygiełzów w tymże powiecie. Dla gromady ustalono 16 członków gromadzkiej rady narodowej.
14 listopada 1957 do gromady Walewice przyłączono kolonię Łęki i parcelację Łęki z gromady Wygiełzów w tymże powiecie.
1 stycznia 1959 z gromady Walewice wyłączono wieś Stara Poczta oraz wieś, kolonię i parcelę Łęki włączając je do gromady Wygiełzów w tymże powiecie.
Gromadę zniesiono 1 stycznia 1967, a jej obszar włączono do gromad: Wygiełzów (kolonię Walewice, kolonię Wincentów, parcelę i kolonię Przecznia, wieś Pszczółki, wieś Szczur, osadę Dębowalec, wieś i parcelę Wola Pszczółecka, wieś Faustynów, osadę młyńską Fraszka, osadę Borowiec i wieś Sikawica) i Pożdżenice (wieś Wypychów, wieś Podlasie oraz parcelę, PGR i osadę tartaczną Krześlów).